# Percnia nominoneura
Percnia nominoneura là một loài bướm đêm trong họ Geometridae.